# B17 magazine
Pour les articles homonymes, voir B17.
B17 magazine était une revue consacrée à la préservation du patrimoine militaire.

## Généralités
La revue B17 magazine s’auto-proclame le bimensuel des collectionneurs de militaria. Son numéro 0 apparaît pour la première fois en 1991. Elle est imprimée au format journal et comporte 12 pages.